# Rio Covo (Mealhada)
Rio Covo é uma aldeia portuguesa da freguesia de Barcouço, Município da Mealhada. É a menor aldeia da freguesia e do município estando uma boa parte do ano desabitada.